# Kobełka
Kobełka (biał. Кабелка, Kabiełka; ros. Кобелка, Kobiełka) – wieś na Białorusi, w obwodzie brzeskim, w rejonie brzeskim, w sielsowiecie Domaczewo.

## Geografia
Miejscowość położona na wschód od Domaczewa, na zachód od wsi Rudnia, na południe od Leplówki, na północ od Dąbrówki, przy linii kolejowej Kolei Białoruskich.

## Historia
Wieś magnacka położona była w końcu XVIII wieku w powiecie brzeskolitewskim województwa brzeskolitewskiego. 
W XIX w. Kobełka znajdowała się w gminie Domaczewo w powiecie brzeskim guberni grodzieńskiej.
W okresie międzywojennym miejscowość należała do gminy Domaczewo w powiecie brzeskim województwa poleskiego. Według spisu powszechnego z 1921 r. Kobełka była to wieś licząca ogółem 46 domów. Mieszkało tu 257 osób: 133 mężczyzn, 124 kobiety. Wszyscy mieszkańcy byli wyznania prawosławnego. W większości (247) deklarowali narodowość białoruską, 5 – rusińską, a 5 – polską.
Po II wojnie światowej Kobełka znalazła się w granicach ZSRR i od 1991 r. – w niepodległej Białorusi.

## Współczesność
Obecnie w Kobełce istnieje przystanek kolejowy Kobełka na trasie między stacjami: : Brześć Centralny – Włodawa (Tomaszówka).